# Opades costipennis
Opades costipennis är en skalbaggsart som först beskrevs av Jean Baptiste Lucien Buquet 1844.  Opades costipennis ingår i släktet Opades och familjen långhorningar.
Artens utbredningsområde är Surinam. Inga underarter finns listade i Catalogue of Life.